# ドラムンベース

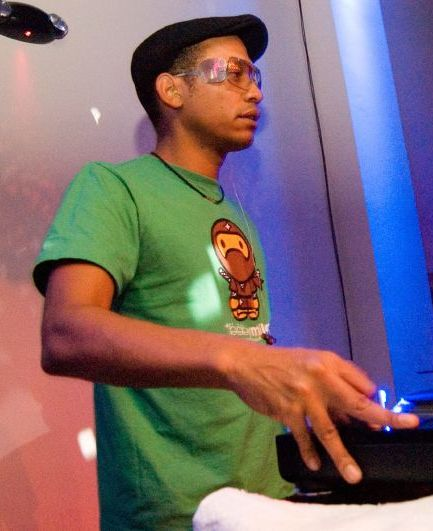
代表的なドラムンベースプロデューサーのLTJブケム

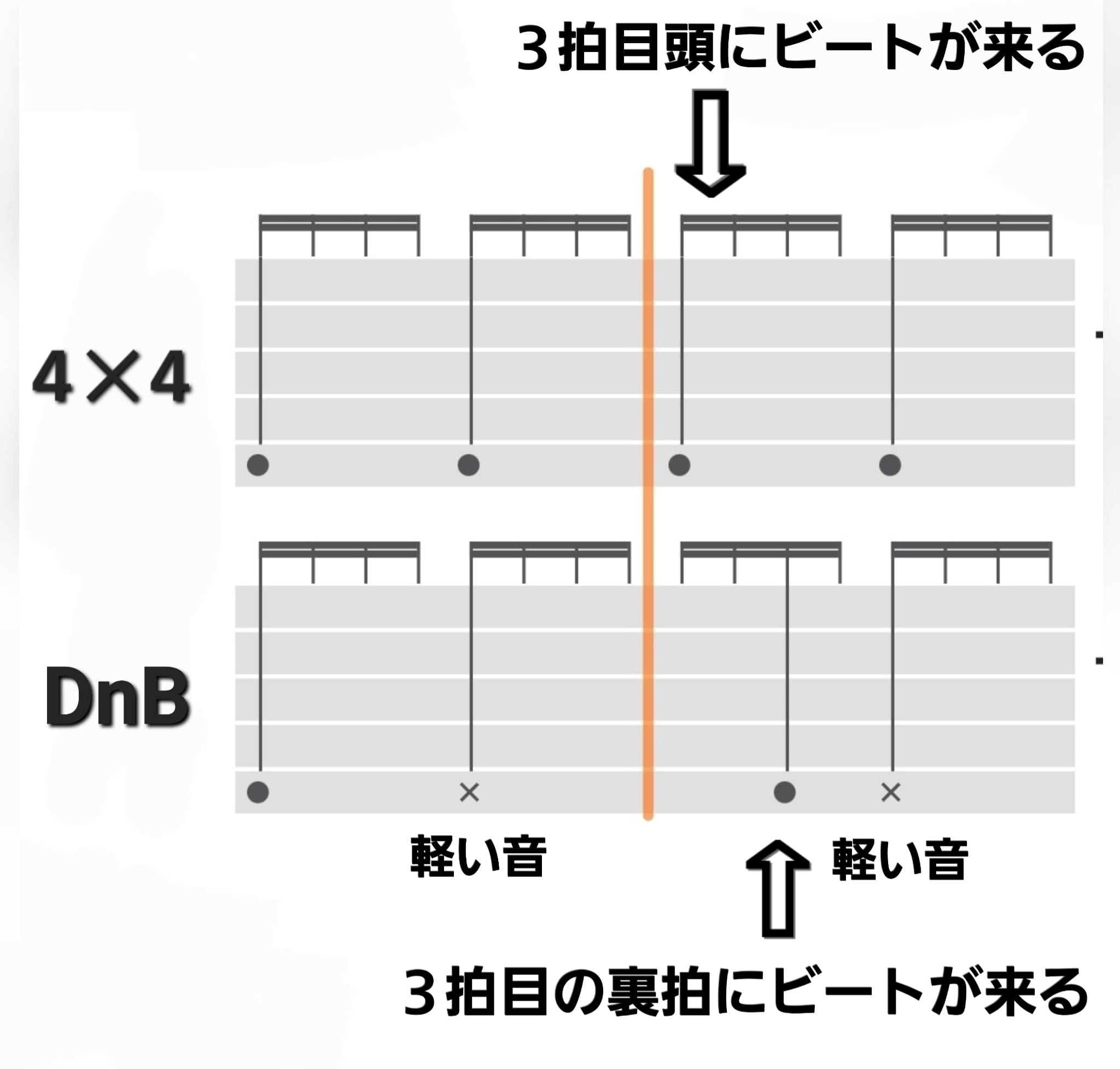
ドラムンベースのビート

ドラムンベース（英: Drum and bass）は、イギリスサウスロンドンで1990年代に誕生した電子音楽のジャンルの1つ。非常に速いテンポの変則的なドラムビートに、うねる様なベースが重なるドラムとベースが主体となるダンスミュージック。
BPMは165〜185が多く、高速で複雑なシンコペーションを用いたブレイクビーツサウンドとキック、スネアやベースを強調した重低音が特徴。通常はサンプリングやシンセサイザーを用いて制作される。

略称としてDnB、D&B、D'n'Bなどがあり、別表記はDrum'n'Bass、Drum & Bassなど。

## 概要
1990年代初頭にイングランドで生まれたジャングルから発展し1990年代半ばに生まれた。ドラムンベースはジャングルのレゲエ要素を抑え、さらに他の様々なジャンルとの親和性を高められていったものであり、ブレイクビーツ本来のファンキーなドラムから、無機質で未来的なドラムへと変化していった。
ジャングル・ドラムンベース誕生初期において、ラガやレゲエ、ヒップホップ、R&B、ソウル、ジャズ、アシッドジャズなどの音楽と融合したトラックが多く発表された。
トラックはジャングルと同様にリズム、ベース、上音、ボーカルなどで構成されるが、レコードからサンプリングされたドラムブレイクのみをリズムとして使用する事が大半だったジャングルと異なり、リズムマシンやサンプリングCD、ソフトウェアのクリアな音質のバスドラム（キック）やスネアも併用しリズムを構築しているのが大きな特徴で、ジャングルよりシンプルなリズムが多い。また、ベースの音色に多様性があるのも大きな特徴であり、今日では唸るようなベース、うねりを加えて増幅したようなワブルベースなどの超重低音が用いられ、ますますダイナミックなサウンドに変化している。このリズムとベースの大きな変化、および高音質化によって、ドラムンベースは音楽としての可能性を押し広げる事に成功した。
初期のプロデューサーは、LTJブケム、The Invisible Man、DJ Hype、 Goldie、Fabio、Grooveriderなどが有名である。
ドラムンベースは主に160以上のBPMを用いているが、一拍（四分音符）を単位としてそのBPM通りに感じることでより上昇感・疾走感を強める方法と、二拍を単位としそのBPMの半分としてとらえることでゆったりとした感覚や空間的広がりを強める方法がある。
また1990年代半ばから後半にかけてドラムンベースのリズムを更に複雑化させたドリルンベースというジャンルも誕生している。ドリルンベースはSquarepusherが始めたとされ、Aphex Twinを始めとするコーンウォール一派が有名である。

## 2000年以降の動向
2000年以降になるとドラムンベースは新しい動向を見せるようになり、その要因として以下の3つに大別される。
一つ目はドラムンベース・アーティストの国際化。ブラジルからは DJ Marky & XRS が2002年に LK を大ヒットさせ、オーストラリアからは2003年以降 Pendulum が登場。その他にもニュージーランドからは MC Tali や Concord Dawn、オーストリアからは D.Kay、ドイツからはKabuki、オランダからはNoisia、そして日本からは Makoto がイギリスのドラムンベースシーンに台頭している。
二つ目は 「リキッド・ファンク」 と呼ばれるソフトなドラムンベースが新たなジャンルとして確立したこと。これには、2004年に大ブレイクした Artificial Intelligence、ロジスティクス、High Contrastといった新たな才能がリキッド・ファンクのスタイルを得意としていることが大きい。それまでは LTJ Bukem と FabioしかこのスタイルのドラムンベースをDJとして選曲しなかったが、今ではあらゆるDJがかけるようになっている。これを受けて、V Recordings が姉妹レーベルとして Liquid V を、さらにはハードな選曲で知られる DJ Hype が Liq-weed Ganja をリキッド・ファンク専門のレコードレーベルとして立ち上げている。
三つ目は、新しいアーティストによるスタイルの多様化である。Sub Focus、Chase and Status、Baron、Twisted Individualなどの登場により、上記のリキッド・ファンクだけでなく、レゲエ的要素、ラテン系音楽、ジャズのようなベースラインを取り入れたものなどが導入されるようになった。
2007年以降は、もともとのドラムンベースの特徴である重低音ベースラインをより強調した音楽も見られるようになる。きっかけは、一般の家庭用スピーカーでは聞こえないほどの重低音ベースラインを得意とする Artificial Intelligence のブレイク。それ以降、ドラムンベースにおける低音域の下限がさらに下がり、クラブのスピーカーで聞かないと曲の良し悪しを味わえない度合いがさらに強まった。
2008年になるとペンデュラムがドラムンベースとロックの融合を打ち出し注目されている。
2009年、ドラムンベースの進化は遂にダーティ (dirty)、或いは、アシッド (acid) と形容されるものに達している。アシッドの形容詞が示すものは幻覚作用のある音色であるが、ハウスやジャズのアシッドと同様に変調させるものもあれば、より重低音を目指すもの、前述のドリルンベース様であったりするものもある。
同年、ルーク・フードが2つの Youtube チャンネル、UKF Drum & Bass と UKF Dubstep を開設した。当初は自身の友人たちとドラムンベース、ベースライン、ブロステップの曲を共有するためのものだったが、その後音楽ブランドUKF Musicに発展し、ベース・ミュージックシーン拡大の中心地の1つとなった。
2021年2月、ドラムンベースの楽曲の主なテンポである「1分間に174拍」にちなみ、4月17日を「ドラムンベースの日」として公式に承認することをイギリスのデジタル・文化・メディア・スポーツ省に求める署名活動が、ブリストルを拠点とするプロモーター The Blast によって開始された。

## サブジャンル
ドラムンベースは様々な音楽と融合した多様な音楽ジャンルを形成しており、多数のサブジャンルにより細分化されている。
アンビエント・ドラムンベース (Ambient drum & bass)
オーケストラル・ドラムンベース (Orchestral drum and bass)
サンベース (Sambass)、ブラジリアンドラムンベース (Brazilian drum and bass)
ドラムンベース特有のビートとベースに、ブラジル音楽（サンバやボサノバなど）を組み合わせたジャンル。明るくハッピーな曲調のものが中心。
ジャズステップ (Jazzstep, Jazzy jungle)
ジャズの影響を受けたジャンルで、ジャズのメロディー・構成・楽器などを用いる。
ジャングル (Jungle)
ドラムンベースの起源となった音楽ジャンルではあるが、今現在もトラックが作成されており人気を博しているため、サブジャンルとして機能している。ドラムンベースよりもビートが複雑且つ高音、ベースの印象が薄いなどの特徴がある。
ジャンプアップ (Jump Up)
非常にエネルギッシュなサブジャンルで、他のスタイルのドラムンベースよりもシンプルである。単純化され、複雑ではないメロディーと、ストレートで、且つスイングのないビートパターンが活用される。Jump-Up は、Techstepなどの他のサブジャンルよりも気さくで温かみがあり、ヒップホップのサンプルをより活用していることでも知られている。
ダークステップ (Darkstep)
ハードでアップテンポで、ヘビーなブレイクビーツ、ポストインダストリアルの影響を受けたサウンド デザイン。ホラー映画のサンプルを使用して、不吉な雰囲気を作り出している。
テックステップ (Techstep)
ドラムステップ (Drumstep)、ハーフタイム (Halftime)
ドリルンベース (Drill 'n' bass)
ドラムンベース以上に複雑なプログラミング、アーメンブレイク[2]、初期ジャングルをサンプリングするなどが基本の1990年代に生まれた破壊的でリズミカルなビート。今現在はブレイクコアと呼ばれている。
ニューロファンク (Neuro Funk)
ハードステップ (Hardstep)
ラガジャングル、レゲエドラムンベース (Ragga Jungle, Reggae Drum & Bass)
レゲエの要素を組み込んだもの。ヴォーカルものなどが多く、全体的に陽気なトラックが多い。
リキッドファンク (Liquid Funk)
従来のDancefloor Drum & Bassより情緒的で、メロディが印象的な優しいサウンドが主流。Ambient Drum & Bassに比べると、活気に満ちたメロディックなシンセと忙しないドラム、といった伝統的なドラムンベースのサウンドデザインを継承している。多幸感のある雰囲気の要素が見られることが特徴。老舗レーベルがリキッドファンク専用のサブレーベルを設立させるなど、ドラムンベースの中でもとても人気の高いサブジャンル。

## 日本におけるドラムンベース
1996年より、Drum & Bass Sessionsが本場イギリスのドラムンベースDJを積極的に日本に招致してきた。2001年からは、渋谷のクラブを中心にパーティーが開催されるようになる。

## 主なアーティスト
- Adam F
- 4 Hero
- LTJ Bukem Good Looking
- Danny Byrd Hospital
- Logistics Hospital
- London Elektricity Hospital
- Pendulum
- Roni Size Full Cycle
- Makoto
- Talvin Singh
- Brainshocker
- Metrik
- Chase & Status
- Logistics
- Maduk
- T.Kay（ティ.ケイ）
- Phace & Misanthrop
- Octane & DLR
- Ed Rush & Optical
- Fabio（ファビオ）Creative Source
- Lemon D（レモン ディー）Valve
- DJ DIE（ダイ）Clear Skyz
- MC Moose（ムース）
- DJ Friction（フリクション）Shogun Audio
- Bryan Gee（ブライアン・ジー）V Recordings
- Dillinja（ディリンジャ）Valve
- Shy FX（シャイ エフエックス）Digital Soundboy
- Mampi Swift（マンピ スイフト）Charge
- Grooverider（グルーヴライダー）Prototype
- Photek（フォーテック）Photek Productions
- Goldie（ゴールディー）Metalheadz
- Andy C（アンディー・シー）Ram Records
- Total Science（トータルサイエンス）C.I.A.
- pentagon（ペンタゴン）
- KABUKI（カブキ）
- DJ Hype（ハイプ）Trueplayaz
- DJ Zinc（ジンク）Bingo Beats
- Tayla（タイラ）
- TC a.k.a. Tommy Boy（ティー・シー）
- Furney（ファーニー）
- Redeyes（レッドアイズ）
- Lenzman（レンズマン）
- Utah Jazz（ユタジャズ）
- Electro soul system（エレクトロソウルシステム）
- Concept&shnek（コンセプト＆シュネック）
- Netsky
- Sigma
- Wilkinson
- Sub Focus
- Mutt
- Nookie（ヌーキー）
- Qumulus
- Qemists（ケミスツ）
- Pete rann（ピートラン）
- J laze（ジェイレイズ）
- Zero T（ゼロティー）
- Calibre（カリバ)
- Saburuko（サブルコ）
- Raw q
- zyon base（ザイオンベース）
- Alix perez
- Phat Playaz（ファット・プレイヤーズ）
- blade（ブレード）
- tidal（タイダル）
- pfm（プログレッシブ・フューチャー・ミュージック）
- aquasion（アクアジオン）
- chris inperspective（クリス・インパースペクティブ）
- atp（エーティーピー）
- dramatic&dbaudio（ドラマティック＆ディービーオーディオ）
- steez（スティーズ）
- place42（プレース42）
- edword oberon（エドワード・オベロン）
- paul t（ポール・ティー）
- mr. joseph（ミスター・ジョセフ）
- big bud（ビッグ・バド）
- soultec（ソウル・テック）
- dv8（ディーブイ8）
- arp-1
- pennygiles
- jrumhand
- balde
- deeper connection
- scott alen
- mjt
- DJ Fresh
- Feint
- Noisia
- The Prototypes
- Malux
- Crissy Criss
- Erb n Dub
- Urbandawn
- DJ AKi